# Konrad Nies

Konrad Nies

Konrad Nies, auch Conrad Nies (* 17. Oktober 1862 in Alzey/Rheinhessen; † 10. August 1922 in St. Louis, Missouri/USA) war ein deutschsprachiger Dichter, Schauspieler und Lehrer. Er schrieb auch unter dem Pseudonym Konrad von Alzey.

## Jugend
Nies war Sohn eines Bäckers in Alzey und absolvierte eine Kaufmannslehre in Worms. Als Schüler schrieb er die ersten Gedichte. Mit siebzehn Jahren besuchte er Schauspielschulen in Leipzig und Dresden. Engagements an den Bühnen von Aachen, Chemnitz, Kaiserslautern und Dortmund folgten.

## Auswanderung
1883 wanderte er in die USA aus und zog zu seinem Bruder nach Ohio. Er trat an Bühnen in Cincinnati, Buffalo, Milwaukee und Omaha auf. An der Denison University in Granville (Ohio) nahm er das Studium der englischen Sprache auf und lehrte später deutsche Sprache und Literatur an High Schools in Newark im Bundesstaat Ohio. Als Vertreter für die Freidenker-Gesellschaft in Milwaukee reiste er in den 1870er Jahren durch die Staaten.
Bei späteren Deutschlandbesuchen pflegte er Breslau zu besuchen, wo er Mitglied der Breslauer Dichterschule war.
1892 besuchte der Dichter seine Heimatstadt und trug ein Gedicht über das Alzeyer Schloss vor. Der Historiker Helmut Schmahl betrachtet dies als Auslöser für den späteren Wiederaufbau des Schlosses: „Der Vortrag kam seinerzeit gut an und setzte eine regelrechte Schloss-Begeisterung in Gang“, erklärte er in einem Interview.

## Werk
Von 1887 bis 1890 gab Konrad Nies in New York gemeinsam mit Herman Rosenthal ein Monatsblatt unter dem Titel Deutsch-americanische Dichtung heraus. Zu dessen Unterstützung wurde ein Förderverein, der Verein für Deutsche Literatur und Kunst in America gegründet, dessen erster Vorsitzender George Juraschek wurde. Nies unternahm Lesereisen durch die großen Städte der USA und Kanadas, wo er unter anderem Dichtungen seines Freundes Paul Barsch rezitierte.
Am 21. April 1904 nahm er an den Blumenspielen, einem Lyrikfestival in Baltimore teil. Sein Gedicht Die Rache der Wälder, nach Werner Sollors „ein frühes Beispiel von Umweltschutz-Lyrik“, wurde mit einem Preis ausgezeichnet. Bekannt wurde auch seine Novelle Die Volkersfiedel.
Beim Germanischen Kongress, der am 16. und 17. September 1904 anlässlich der Weltausstellung in der Internationalen Kongresshalle von St. Louis stattfand, hielt Konrad Nies ein Referat über Die deutschamerikanische Dichtung.

## Die späten Jahre
1893 ließ sich Konrad Nies in New York City nieder. Eine Kehlkopferkrankung zwang ihn zu Kuraufenthalten in den Catskill Mountains. 1894 gründete er das Victoria Institute für Höhere Töchter in St. Louis, das er bis 1905 leitete. 1907 übernahm er die Redaktion des Denver Demokraten. 1909 zog er nach Mill Valley bei San Francisco, wo er mit Unterbrechungen bis zu seinem Tod 1921 lebte.
Das Museum der Stadt Alzey bewahrt Fotos und Dokumente über Konrad Nies auf. Zahlreiche Briefe an den Dramatiker Franz Keim befinden sich in der Wienbibliothek im Rathaus von Wien.

## Urteile über Konrad Nies
The Cambridge History of English and American Literature vol. 18 nennt ihn „a master of form“. Für Lotta L. Leser war er „zweifellos einer der formgewandtesten deutsch-amerikanischen Lyriker“.

## Werke
- Deutsche Zecher am Missouri. In: Die Gartenlaube. Heft 1, 1894, S. 17 (Volltext [Wikisource]).
- Rosen im Schnee. Ein deutsch-amerikanisches Weihnachtsspiel in vier Bildern. C. Witter / Rubinverlag, St. Louis / München 1900
- Deutsche Gaben. Ein Festspiel zum „Deutschen Tag“. C. Witter, St. Louis 1900, books.google.de
- Welt und Wildnis. Gedichte und Lieder aus vier Erdteilen. W. Härtel, Leipzig 1900; Neuauflage W. Härtel / E. Hirsch, Leipzig / San Francisco 1921
- Funken. Gedichte. Baumert & Ronge, Großenhain i. S. 1891, 2. Aufl. 1901; Verlag der Deutsch-Amerikanischen Dichtung, New York 1900
- Vorrede zu: Friedrich Münch: Gesammelte Schriften. C. Witter, St. Louis 1902
- Aus westlichen Weiten. Neue Gedichte. Baumert & Ronge / Brentano, Großenhain i. S. / Leipzig / New York 1905
- Die herrlichen Drei. Ein turnerisches Festspiel in drei Scenen. Mit Chören, Reigen, turnerischen Übungen und lebenden Bildern. Gutenberg Co., Indianapolis 1905
- Robert E. Ward (Hrsg.): Deutsche Lyrik aus Amerika. Eine Auswahl. The Literary Society Foundation, New York 1969

## Mitarbeit an Periodika
- Handbuch deutscher Dichtung
- Literarische Blätter
- Moderne Rundschau
- Monatsblätter der Breslauer Dichterschule
- Neue Deutsche Dichterhalle
- Neue Poetische Blätter
- New Yorker Staats-Zeitung. Belletristisches Journal
- Puck
- Zeitgenosse